# شامسة جنوبية
شامسة جنوبية (الاسم العلمي: Heliothis australis) هي نوع من الحشرات يتبع جنس الشامسة من فصيلة الليليات.